# Număr Keith
Un număr Keith sau repfigit (denumirea provine de la repetitive Fibonacci-like digit) este un număr natural {\displaystyle n} într-o anumită bază de numerație {\displaystyle b} cu {\displaystyle k} cifre astfel încât un șir creat cu proprietatea că primii {\displaystyle k} termeni sunt {\displaystyle k} cifre ale lui {\displaystyle n} iar fiecare termen următor este suma ultimilor {\displaystyle k} termeni, {\displaystyle n} face parte din șir. Au fost descoperite de Mike Keith în anul 1987.
Cu alte cuvinte, un număr natural este număr Keith dacă reapare într-un șir similar cu șirul lui Fibonacci, plecând de la cifrele sale în baza de numerație în care este reprezentat. De exemplu, pentru 14 șirul este 1, 4, 5, 9, 14, iar pentru 28 șirul este 2, 8, 10, 18, 28.
Termenii sunt foarte greu de găsit, chiar și computațional; se cunosc aproximativ 100 de astfel de numere. Câteva exemple de numere Keith sunt:
14, 19, 28, 47, 61, 75, 197, 742, 1104, 1537, 2208, 2580, 3684, 4788, 7385, 7647, 7909, 31331, 34285, 34348, 55604, 62662, 86935, 93993, 120284, 129106, 147640, 156146, 174680, 183186, 298320, 355419, 694280, 925993, 1084051, 7913837, 11436171, 33445755, 44121607, 129572008, 251133297, ...

## Clustere Keith
Un cluster Keith este o mulțime formată din cel puțin două numere Keith, cu proprietatea că toate numerele din mulțime sunt un multiplu al celui mai mic număr. De exemplu, în baza 10 se cunosc doar 3 astfel de mulțimi: {\displaystyle \{14,28\}}, {\displaystyle \{1104,2208\}} și {\displaystyle \{31331,62662,93993\}}. Există posibilitatea ca acestea să fie singurele exemple posibile de clustere Keith în baza 10.